# Watchin' You
"Watchin' You" är en låt av KISS från deras andra platta 1974, Hotter Than Hell. Låten är skriven av Gene Simmons.
"Watchin You" är en av tre KISS-låtar som KISS spelade på sin första konsert på Coventry Club den 30 januari 1973. Den var även inspelad till KISS demo 1973.
Låten sägs vara väldigt lik Jeff Becks "Rock Me Baby" och Mountains Mississippi Queen. Simmons, som för övrigt sjunger låten, skrev först musik och sedan text. Låten handlar om en fönstertittare och det märks i första textraden "Limping as you do, And I'm Watchin You". Texten är baserad på Alfred Hitchcocks film Fönstret åt gården. Det var Peter Criss som hittade på att låten skulle avslutas med att Gene Simmons hojtar "Watchin Us".
"Watchin You" var den enda låten som inte tog sig från demon till första skivan. Låten var med på listor till första skivan 1974 men kom aldrig med. Troligt är att den spelades in i september 1973. Väldigt lite ändrades när den väl spelades in till Hotter Than Hell-plattan.
"Watchin' You" spelades från 1973 till 1976 (förutom Kiss Tour i början på 1974). Den återkom sedan 1992 fram till 1997 och återigen tillbaka 2005.